# Oakland Raiders 2005
La stagione 2005 degli Oakland Raiders è stata la 36ª della franchigia nella National Football League, la 46ª complessiva. La squadra chiuse la stagione perdendo tutte le ultime sei gare e con un record di 4-12.
I Raiders acquisirono Randy Moss dai Minnesota Vikings in cambio del linebacker Napoleon Harris e una scelta del primo. Il club sperava così di risolvere i problemi dei ricevitori degli ultimi due anni ma Moss faticò nella sua prima stagione, terminando con 60 ricezioni. 

## Scelte nel Draft 2005
| Scelte dei Raiders nel Draft 2005 |        |                   |       |                 |
| Giro                              | Scelta | Giocatore         | Ruolo | College         |
| 1                                 | 23     | Fabian Washington | CB    | Nebraska        |
| 2                                 | 38     | Stanford Routt    | CB    | Houston         |
| 3                                 | 69     | Andrew Walter     | QB    | Arizona State   |
| 3                                 | 78     | Kirk Morrison     | LB    | San Diego State |
| 6                                 | 175    | Anttaj Hawthorne  | DT    | Wisconsin       |
| 6                                 | 212    | Ryan Riddle       | DE    | California      |
| 6                                 | 214    | Pete McMahon      | OT    | Iowa            |

## Calendario
| Stagione regolare |                         |                    |
| Turno             | Avversario              | Data               |
| 1                 | at New England Patriots | S 30–20            |
| 2                 | Kansas City Chiefs      | S 23–17            |
| 3                 | at Philadelphia Eagles  | S 23–20            |
| 4                 | Dallas Cowboys          | V 19–13            |
| 5                 | Settimana di pausa      | Settimana di pausa |
| 6                 | San Diego Chargers      | S 27–14            |
| 7                 | Buffalo Bills           | V 38–17            |
| 8                 | at Tennessee Titans     | V 34–25            |
| 9                 | at Kansas City Chiefs   | S 27–23            |
| 10                | Denver Broncos          | S 31–17            |
| 11                | at Washington Redskins  | V 16–13            |
| 12                | Miami Dolphins          | S 33–21            |
| 13                | at San Diego Chargers   | S 34–10            |
| 14                | at New York Jets        | S 26–10            |
| 15                | Cleveland Browns        | S 9–7              |
| 16                | at Denver Broncos       | S 22–3             |
| 17                | New York Giants         | S 30–21            |

## Classifiche
| AFC West Division  |    |    |   |      |     |      |     |     |     |
|                    | V  | S  | P | %    | DIV | CONF | PF  | PS  | STR |
| (2) Denver Broncos | 13 | 3  | 0 | .813 | 5–1 | 10–2 | 395 | 258 | W4  |
| Kansas City Chiefs | 10 | 6  | 0 | .625 | 4–2 | 9–3  | 403 | 325 | W2  |
| San Diego Chargers | 9  | 7  | 0 | .563 | 3–3 | 7–5  | 418 | 312 | L2  |
| Oakland Raiders    | 4  | 12 | 0 | .250 | 0–6 | 2–10 | 290 | 383 | L6  |